# Маклеод, Мэрилин
Мэрилин Маклеод (англ. Marilyn McLeod; Пустой шаблон {{ВД-Преамбула}} ) — американская автор песен и певица, работавшая с лейблом Motown. Вместе с Пэм Сойер она написала хит Дайаны Росс 1976 года «Love Hangover». 
Номинантка на премию «Грэмми».